# 奇莫茲·莫圖
奇莫茲·莫圖（英語：Chimezie Metu，1997年3月22日—），美國現役職業籃球運動員。現效力NBA球隊曼菲斯灰熊，場上位置為大前鋒或中鋒。大學時期效力於南加州大學。在2018年NBA選秀大會上，他被聖安東尼奧馬刺以第二輪第四十九順位選中。

## 高中時期
奇莫茲·莫圖早年就讀於加利福尼亞州朗代爾當地的朗代爾高中，並在2015年以四星球員身份結束了高中籃球生涯。2014年5月12日，莫圖進入南加州大學就讀。

## 大學時期
作為一名大一新生，莫圖代表南加州大學特洛伊人隊出場了34場比賽，場均能得到6.4分和3.6個籃板。
在大二賽季的36場比賽中，莫圖場均能攻下14.8分和7.8個籃板。他幫助特洛伊人隊打進了2017年NCAA一級男子籃球錦標賽的第二輪比賽，被評選為2017年的Pac−12最佳進步球員以及Pac−12最佳陣容第二隊。
大三賽季對莫圖來說是他的最後一個賽季，場均能夠得到15.7分和7.4個籃板，他是名相當可靠的進攻籃板好手，每40分鐘可以搶到3.2個前場籃板。而場均7.4個籃板的數據也顯示，莫圖對攻防兩端籃板的控制力也相當不錯。但儘管莫圖有著優異的運動天賦，但他在進攻端僅僅展現了良好的空切能力和籃下終結能力，未來發展性仍有待加強。
2018年3月5日，他和隊友喬丹·麥勞夫林一起入選Pac−12最佳陣容第一隊。之後他宣布將參加2018年NBA選秀。

## 職業生涯

### 聖安東尼奧馬刺（2018−至今）
2018年6月21日，莫圖在2018年NBA選秀大會中被聖安東尼奧馬刺以第二輪第四十九順位選中，成為馬刺前鋒拉馬庫斯·艾德里奇的替補。

## 個人生活
奇莫茲·莫圖出生於加利福尼亞州的洛杉磯，但六歲時便跟隨父親搬家到奈及利亞，直到十二歲時才自奈及利亞返美。

## 外部連結
- USC Trojans bio（页面存档备份，存于）